# Episodi di Mutant X (seconda stagione)
La seconda stagione della serie televisiva Mutant X è andata in onda negli Stati Uniti dal 5 ottobre 2002 al 12 maggio 2003. In Italia la stagione è stata trasmessa da AXN dal 30 novembre al 29 dicembre 2005 e successivamente (2007) trasmessa in chiaro da varie reti locali.
| nº | Titolo originale       | Titolo italiano             | Prima TV USA     | Prima TV Italia  |
| -- | ---------------------- | --------------------------- | ---------------- | ---------------- |
| 1  | Past As Prologue       | I due cristalli             | 5 ottobre 2002   | 1º dicembre 2005 |
| 2  | Power Play             | Giochi di potere            | 12 ottobre 2002  | 6 dicembre 2005  |
| 3  | Time Squared           | Indietro nel tempo          | 19 ottobre 2002  | 30 novembre 2005 |
| 4  | Whose Woods These Are  | Salvate Shalimar            | 26 ottobre 2002  | 7 dicembre 2005  |
| 5  | The Future Revealed    | Il siero della vita         | 2 novembre 2002  | 2 dicembre 2005  |
| 6  | No Man Left Behind     | Un'impresa difficile        | 9 novembre 2002  | 9 dicembre 2005  |
| 7  | Crossroads of the Soul | Addio, dolce Miranda        | 16 novembre 2002 | 8 dicembre 2005  |
| 8  | Sign from Above        | Ancora un passo             | 23 novembre 2002 | 12 dicembre 2005 |
| 9  | Body and Soul          | Corpo e anima               | 30 novembre 2002 | 5 dicembre 2005  |
| 10 | Understudy             | La sostituta                | 13 gennaio 2003  | 14 dicembre 2005 |
| 11 | The Grift              | Il ricatto                  | 20 gennaio 2003  | 13 dicembre 2005 |
| 12 | At Destiny's End       | Il destino non può cambiare | 27 gennaio 2003  | 15 dicembre 2005 |
| 13 | Within These Walls     | Antichi amori               | 3 febbraio 2003  | 19 dicembre 2005 |
| 14 | Hard Times             | Animali in gabbia           | 10 febbraio 2003 | 20 dicembre 2005 |
| 15 | Under the Cloak of War | Sotto un manto di guerra    | 17 febbraio 2003 | 21 dicembre 2005 |
| 16 | Once Around            | Il testimone                | 24 febbraio 2003 | 16 dicembre 2005 |
| 17 | Final Judgement        | Il giorno del giudizio      | 7 aprile 2003    | 22 dicembre 2005 |
| 18 | Inferno                | Inferno                     | 14 aprile 2003   | 27 dicembre 2005 |
| 19 | One Step Closer        | Ancora un passo             | 21 aprile 2003   | 26 dicembre 2005 |
| 20 | Reality Check          | Controllo della realtà      | 28 aprile 2003   | 28 dicembre 2005 |
| 21 | Reawakening            | Risveglio                   | 5 maggio 2003    | 23 dicembre 2005 |
| 22 | Lest He Become         | Modificazione genetica      | 12 maggio 2003   | 29 dicembre 2005 |

## I due cristalli
- Titolo originale: Past As Prologue
- Diretto da: T.J. Scott
- Scritto da: Howard Chaykin

### Trama
Ashlocke cerca di far rivivere un antico alchimista egiziano che possiede il potere di curarlo, perché le sue mutazioni lo uccideranno. Mutant X cercano di evitarlo ma non ci riescono.

## Giochi di potere
- Titolo originale: Power Play
- Diretto da: Milan Cheylov
- Scritto da: Turi Meyer & Al Septien

### Trama
Adam manda Brennan e Jesse ad evitare che un funzionario militare rubi un sistema di difesa laser. Tuttavia, la missione fallisce e Jesse ha un incidente che destabilizza la struttura molecolare. Se questo non fosse già abbastanza grave quest'uomo intende utilizzare Mutant X nella sua trama e Jesse è l'elemento chiave per completare il furto.

## Indietro nel tempo
- Titolo originale: Time Squared
- Diretto da: John Bell
- Scritto da: Elizabeth Keyishian

### Trama
I Mutant X inseguono Gabriel in un ospedale psichiatrico, ma sfugge viaggiando indietro nel tempo sino all'anno 1978 dove cerca di guarire dalla propria malattia.

## Salvate Shalimar
- Titolo originale: Whose Woods These Are
- Diretto da: Jorge Montesi
- Scritto da: Darrell Fetty

### Trama
Brennan e Shalimar indagano su una serie di morti, delle quali pare sia responsabile un nuovo mutante. Poco più tardi si trovano ad affrontare un criptozoologo che è accompagnato da un gruppo di cacciatori. Se ciò non bastasse, il nuovo Mutante è in realtà un Feral come Shalimar che è stato infettato con una malattia che lo rende più Feral e anche Shalimar è stata infettata.

## Il siero della vita
- Titolo originale: The Future Revealed
- Diretto da: John Bell
- Scritto da: Mark Amato & Peter Mohan

### Trama
Gabriel Ashlocke riesce ad entrare nel Santuario con il suo alleato Kim grazie alla sua unione telepatica con Shalimar. Il suo proposito è quello di costringere Adam a guarirlo dalla malattia.

## Un'impresa difficile
- Titolo originale: No Man Left Behind
- Diretto da: Jorge Montesi
- Scritto da: David Newman

### Trama
Un aereo militare è abbattuto in territorio nemico, i Mutant X vanno fino al luogo dell'incidente per recuperare un'arma rubata del governo che era all'interno del veicolo. Brennan vuole anche salvare il pilota poiché non vuole che la famiglia dell'uomo sperimenti quello che ha passato lui a causa del padre abbattuto e ucciso dietro le linee nemiche.

## Addio, dolce Miranda
- Titolo originale: Crossroads of the Soul
- Diretto da: Stacey Stewart Curtis
- Scritto da: Mark Amato & Elizabeth Keyishian

### Trama
Quando Brennan rimane intrappolato all'interno di una città invisibile, che è stata fondata da un uomo che odiava il mondo moderno, il resto della Mutant X deve salvarlo prima che sia giustiziato per un crimine che non ha commesso dal discendente dell'uomo che vuole impedire che l'attuale popolazione conosca il mondo moderno. Basato su The Tempest.

## Ancora un passo
- Titolo originale: Sign from Above
- Diretto da: John Bell
- Scritto da: Tony Blake

### Trama
I Mutant X si rendono conto che vengono implacabilmente inseguiti da un gruppo di alieni che vogliono catturarli come esemplari e portarli con loro fuori della Terra.

## Corpo e anima
- Titolo originale: Body and Soul
- Diretto da: Brenton Spencer
- Scritto da: David Newman

### Trama
Un nuovo mutante in grado di saltare da un corpo ad un altro usa le sue abilità per vendicarsi di Genomex e tre scienziati che hanno fatto esperimenti su di lui impedendogli di avere una vita normale.

## La sostituta
- Titolo originale: Understudy
- Diretto da: John Bell
- Scritto da: Darrell Fetty

### Trama
Quando Shalimar si infortuna, i Mutant X decidono di sostituirla temporaneamente. I problemi arrivano quando la sua sostituta decide che vuole rimanere in modo permanente fra i Mutant X, che sono consapevoli che la sostituzione è collegata all'infortunio di Shalimar.

## Il ricatto
- Titolo originale: The Grift
- Diretto da: Oley Sassone
- Scritto da: Elizabeth Keyishian

### Trama
Un ex fidanzata di Brennan cerca i Mutant X chiedendo aiuto poiché è in pericolo dopo aver scoperto i segreti più oscuri di un politico. In più rivela, a sorpresa, che Brennan è il padre di suo figlio.

## Il destino non può cambiare
- Titolo originale: At Destiny's End
- Diretto da: Oley Sassone
- Scritto da: Jeff King

### Trama
Emma si infiltra in un gruppo di ecoterroristi ed è scoperta dal capo del gruppo, che è uno psionico precognitivo.

## Antichi amori
- Titolo originale: Within These Walls
- Diretto da: Manfred Guthe
- Scritto da: Peter Mohan

### Trama
Un nuovo mutante con la capacità di sparare pugnali fotonici dalle dita, fugge dal carcere e cerca Adam anelando vendetta.

## Animali in gabbia
- Titolo originale: Hard Times
- Diretto da: Oley Sassone
- Scritto da: Turi Meyer & Al Septien

### Trama
Jesse e Brennan vanno sotto copertura in prigione per indagare su un sistema di gladiatori. Tuttavia, nonostante Brennan non sia felice di avere Jesse con lui a causa del suo diverso background, viene infettato con un farmaco che lo spinge a diventare più violento e fuori controllo.

## Sotto un manto di guerra
- Titolo originale: Under the Cloak of War
- Diretto da: Andrew Potter
- Scritto da: Nelu Ghiran

### Trama
Adam è l'obiettivo di una lega di assassini. Dopo il loro fallimento, manda Shalimar a infiltrarsi nel gruppo, ma la situazione diventa subito pericolosa per lei.

## Il Testimone
- Titolo originale: Once Around
- Diretto da: Bruce Pittman
- Scritto da: Mark Amato

### Trama
I Mutant X devono proteggere un testimone della difesa contro un nuovo mutante che può entrare in sintonia con i sensi di altri solo toccandoli.

## Il giorno del giudizio
- Titolo originale: Final Judgement
- Diretto da: Bill Corcoran
- Scritto da: David Newman

### Trama
Adam viene processato da un misterioso gruppo chiamato The Tribunal per crimini contro l'umanità.

## Inferno
- Titolo originale: Inferno
- Diretto da: Andrew Potter
- Scritto da: Charles Heit

### Trama
I Mutant X rintracciano un piromane New Mutant, ma la situazione si complica quando Emma viene posseduta dallo spirito della sua vittima più recente, mentre Shalimar (che si è sentita inutile in precedenza) decide di contrastare la sua naturale paura del fuoco.

## Ancora un passo
- Titolo originale: One Step Closer
- Diretto da: Bill Corcoran
- Scritto da: Freddie Prinze, Jr.

### Trama
I Mutant X devono proteggere la figlia di un senatore, ma i poteri di Brennan sono accresciuti andando fuori controllo, mettendo in pericolo la missione.

## Controllo della realtà
- Titolo originale: Reality Check
- Diretto da: Jorge Montesi
- Scritto da: David Young
- Sceneggiato da: Peter Mohan & Mark Amato

### Trama
Un nuovo mutante con la capacità di alterare la percezione della realtà di una persona, mandandone in frantumi la mente nel farlo, si propone di individuare Santuario e cattura Shalimar per ottenere il suo scopo.

## Risveglio
- Titolo originale: Reawakening
- Diretto da: T. W. Peacocke
- Scritto da: Mark Amato

### Trama
I Mutant X raggiungono una piattaforma petrolifera per trovare il Protocanth, una creatura umanoide preistorica ritenuta finora estinta.

## Modificazione genetica
- Titolo originale: Lest He Become
- Diretto da: Jonathan Hackett
- Scritto da: Peter Mohan

### Trama
Shalimar apprende che la società di suo padre è coinvolta nei test genetici e la persona che sta dietro di lui, ha i suoi piani.